# 칠곡경대병원역
칠곡경대병원역(Chilgok Kyungpook National University Medical Center Station, 漆谷慶大病院驛)은 대구광역시 북구 동호동에 있는 대구 도시철도 3호선의 역이다. 현재 대구 도시철도 3호선의 기점으로, 인근에 칠곡차량사업소가 있다. 이 역부터 용지역까지 모두 지상 구간이다.

## 특징
현재 대구 도시철도 3호선의 기점이다. 향후 이 역에서 경상북도 칠곡군 동명면까지 연장하는 방안이 검토 중이다. 대구체육중고교와 경북농업기술원 사이에 역이 있으며, 칠곡경북대학교병원과는 약간 떨어져 있다. 칠곡경북대학교병원 셔틀버스가 이 역으로 운행할 예정이다. 공사 당시의 역명은 동호역이었다.
역 주변에는 경상북도청 산하 사업소들이 많이 밀집해 있으며, 경상북도청이 이전한 후에도 농업기술원 등이 아직 남아 있다.
3호선의 모든 열차는 이 역에서 차량기지 인입선을 통해 회차한다.
이 역 앞으로 다니는 배차간격이 짧은 시내버스 노선은 간선 730번이 유일했지만, 영진교통 차고지가 칠곡기지 남서쪽으로 이전한 후 칠곡3지구 회차지가 강북소방서 신축 공사로 폐쇄되면서 몇몇 노선들이 이 역으로 연장됐다.
역 앞으로는 영진교통 차고지 방향으로 횡단할 수 있는 지하 보도가 있다.

## 역명의 유래
공사 당시 역명은 동호역이었으나, 인근에 칠곡경북대학교병원이 있어서 역명을 정했다. 이 역에서 칠곡경북대학교병원은 532m 떨어져 있으며, 이 역의 4번 출구에서 도보로 8분 거리다.

## 회차 방식
칠곡경대병원(용지)행 열차가 칠곡경대병원(용지)역에 정차해서 승객을 하차시킨 후 차량기지 또는 회차선 방향으로 전진하여서 회차선로를 통해 회차한다. 또, 이 역이나 용지역에 가면 용지방면 승강장에서 회차선을 지켜보면 모노레일 선로가 움직이는 것을 볼 수 있다.
회차 후 즉시 용지(칠곡경대병원)행으로 행선지를 바꾸어서 반대편 승강장에 진입한다.

## 역 구조
2면 2선의 상대식 승강장이 있는 지상역이다. 난간형 스크린도어가 설치되어 있다.

### 승강장
| 시·종착역 |
| \| 상     |
| ↓ 학정    |

| 상행 | ● 대구 도시철도 3호선 | 당역종착                |
| 하행 | ● 대구 도시철도 3호선 | 학정·서문시장·용지 방면 |

- 대합실을 통해 반대편 승강장으로 이동이 가능하다.

## 역사
- 2013년 10월 2일 : 칠곡경대병원역으로 역명 결정
- 2015년 4월 23일 : 대구 도시철도 3호선 개통과 함께 영업 개시

## 역 주변
| 나가는 곳 | 방면                                                                        |
| --------- | --------------------------------------------------------------------------- |
| 1         | 경상북도농업기술원 경북대학교병원                                           |
| 2         | 대구체육중학교 칠곡차량기지 경상북도공무원교육원                            |
| 3         | 경북지방공무원교육원 대구체육고등학교 경상북도농업인회관 경상북도도립국악단 |
| 4         | 경북농업기술원 경북대학교병원 경북도립교향악단 경북종합건설사업소           |

## 승차량 변동
칠곡군 동명면과 왜관읍 등지에 있는 승객들이 많이 이용해서 지속적으로 이용률이 늘어날 여지가 있지만, 현재는 대구 도시철도의 모든 종착역들 중에서 이용객이 가장 적다.
| 노선  | 승차 인원 | 승차 인원 | 승차 인원 | 승차 인원 | 승차 인원 | 주석  |
| 노선  | 2015년    | 2016년    | 2017년    | 2018년    | 2019년    | 주석  |
| ----- | --------- | --------- | --------- | --------- | --------- | ----- |
| 3호선 | 1,512     | 1,402     |           |           | -         | [ 1 ] |

## 사진

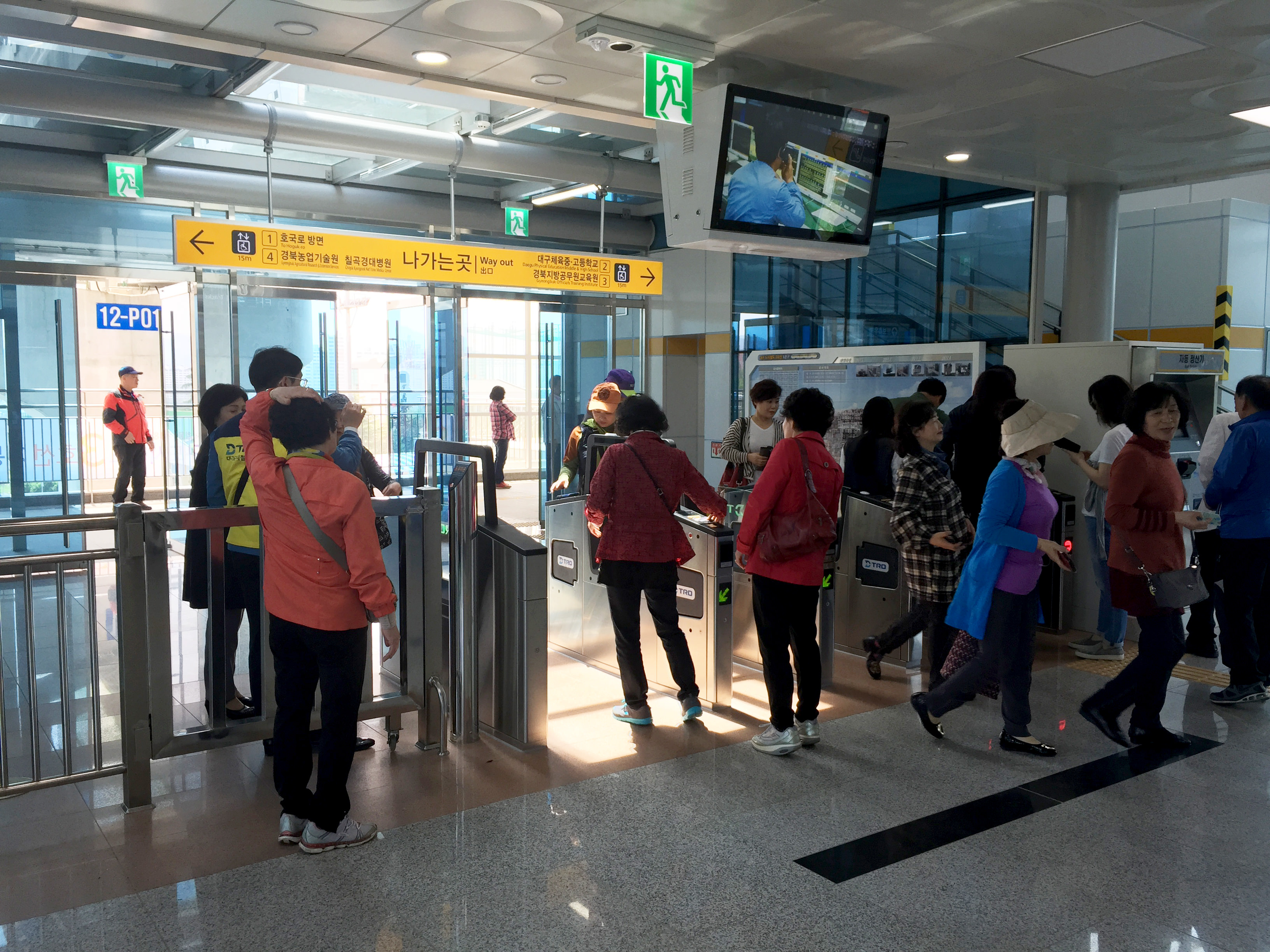
개찰구

## 인접한 역
| 대구 도시철도 3호선 | 대구 도시철도 3호선   | 대구 도시철도 3호선 |
| ------------------- | --------------------- | ------------------- |
| 시·종착역           | ● 대구 도시철도 3호선 | 313 학정 용지 방면  |